# Gartempe (rivier)
De Gartempe is een rivier in de Franse regio's Nouvelle-Aquitaine en Centre-Val de Loire. Zij ontspringt in Peyrabout in het departement Creuse en mondt uit in de Creuse bij La Roche-Posay in het departement Vienne. Aan de rivier liggen de steden Le Grand-Bourg, Montmorillon, Saint-Savin, Châteauponsac, Bessines-sur-Gartempe en Rancon.